# فرانسيس جانسون
فرانسيس جانسون (بالفرنسية: Francis Jeanson) فيلسوف فرنسي كان مديرا لمجلة الأزمنة الحديثة (Les temps modernes) ألف مع زوجته السيدة كوليت كتابا بعنوان الجزائر الخارجة عن القانون (L'algerie hors la loi وذلك عام 1955، وقد سبق قبل تأسيسه لشبكة الدعم وأن قدم خدمات إلى جبهة التحرير الوطني مع بداية عام 1956.
كان أول فرنسي عارض سياسة بلاده العدوانية في الجزائر مما دفعه إلى تنظيم شبكة دعم قوية في فرنسا وأوروبا خدمة للقضية الجزائرية وهي الشبكة التي عرفت باسم حملة الحقائب (Les porteurs de valises) عام 1957، ونظرا لخطورة هذه الشبكة التي كان يقودها على المصالح الفرنسية كان عرضة لمضايقات الشرطة وملاحقتها له خاصة عام 1960 حيث أصدر مع بداية هذه السنة كتابا تحت عنوان حربنا (Notre guerre).
كما قام بتأسيس جبهة أطلق عليها اسم جبهة دعم الثورة الجزائرية وكان ذلك عام 1961.
أصدرت إحدى المحاكم الفرنسية في حقه حكما بعشر سنوات سجنا نافذة غيابيا وذلك في أكتوبر 1960، وقد مسه العفو العام الذي أصدرته السلطات الفرنسية في سنة 1966.